# 키노시타 유우카
키노시타 유우카(일본어: 木下 ゆうか 기노시타 유카[*], 1985년 2월 4일~)는 일본의 푸드파이터 겸 유튜버이다.

## 경력
고등학교 졸업 후 친구와 뷔페에 갔었다. 모두가 포기했을 때, 2시간 동안 계속 먹고 있어서 대식가가 되었다.
2009년에 「원조! 대식가 왕 결정전」 여름의 신인전, 히로시마 지역 대표 결정전에서 준우승으로 데뷔를 장식했다.
2010년에 「원조! 대식가 왕 결정전」 봄의 여왕전, 오사카 제 2번 대표 결정전에서는 세이지 유코를 제압하고 3년 연속 제 2번 대표를 해왔다.
2012년, 연예기획사 Claudia에 소속되어 활동했다.
2013년 「원조! 대식가 왕 결정전」 폭식 요조숙녀 정상 결전에서는 보결로 출전하며, 우승한 안젤라 사토와 근소한 차이로 준우승을 했다.
같은 해에 Claudia를 그만두며 "텔레비전으로는 전할 수 없는, 먹는 것을 즐거워하는 모습을 보여드리고 싶다."라고 하며 2014년 5월에 유튜브 채널을 개설하고 동영상을 게시했다.

## 인물
이벤트나 녹화에 한정되어 있지 않고, 평상시처럼 먹방을 진행한다.
동영상에는 세계 각국의 유저에게서 댓글이 달리고, 2016년 중국 국내의 인터넷에선 와타나베 나오미와 대등한 인기를 얻고 있다.
유튜버로서 수많은 먹방 동영상을 게시하며, 배속 기능을 사용하며 노컷으로 진행한다. 주말에는 유튜브 라이브 스트리밍도 진행하고 있다.
마루가메제면나 요시노야, 쿄도유업, 오오에도 온천 모노가타리 등 음식 기업을 중심으로 많은 기업과 합동기획을 실시하고 있으며, 유튜브 프로모션 CM에도 출연했다.
2016년 12월에는 나가사키현 이키의 자치제 기부 단체라고 불리는 곳에 기용되어 이키시의 야키니쿠나 태국의 건어물을 먹는 동영상을 게시했다.